# Martin Brozius
Martinus Gerardus Brozius (Hoorn, 4 november 1941 – Amsterdam, 24 maart 2009) was een Nederlands acteur, presentator en cabaretier.

## Levensloop
Brozius werd na de echtscheiding van zijn ouders in een rooms-katholiek weeshuis geplaatst. Na enkele jaren bij de nonnen kwam hij weer terug bij zijn moeder, die een snackbar opende. Brozius werkte daar vanaf zijn veertiende, nadat hij van school was gestuurd. Toen hij zestien was verliet hij het ouderlijk huis en werkte op kermissen waar hij lootjes verkocht. Daarna vertrok hij naar Amsterdam, waar hij op de toentertijd net opgerichte Cabaretschool van Bob Bouber, de latere Akademie voor Kleinkunst, lessen begon te volgen. Hij zat in de klas met onder meer Rob de Nijs en Ronny Bierman.
Na de academie werkte Brozius in cabaret- en musicalvoorstellingen, onder andere De Kleine Parade (rol van Van Naeldwijck) van Wim Sonneveld en No, No Nanette. In die tijd werkte hij met collega's als Joop Doderer, Jeroen Krabbé en Bueno de Mesquita. Samen met Krabbé werd hij bij het grote publiek bekend dankzij het tv-programma Kort en Klein. In dezelfde periode nam hij een aantal platen op.
Brozius kreeg ook bekendheid als Aernout Koffij in de televisieserie Kunt u mij de weg naar Hamelen vertellen, mijnheer? In deze serie speelde een groot aantal bekende acteurs uit die tijd, onder wie Rob de Nijs en Loeki Knol.
Na Hamelen werd Brozius door Beppie Nooij jr. gevraagd als acteur voor het Amsterdams Volkstoneel en werd hij door Jan Keja uitgenodigd het kinderspelprogramma Ren je Rot te presenteren. Ook presenteerde hij in die tijd het radioprogramma De tien om kindershow, waarin kinderen uit de zesde klas (de huidige groep 8) van de lagere school in een quiz vragen moesten beantwoorden, waarbij ze werden geassisteerd door hun opa.
Eind jaren tachtig kwam Brozius in de problemen met de belastingdienst en moest hij het grootste deel van zijn bezittingen verkopen, waaronder drie huizen aan het Vondelpark in Amsterdam.
Brozius overleed eind maart 2009 op 67-jarige leeftijd in een ziekenhuis te Amsterdam.